# Tadeáš Vachoušek
Tadeáš Vachoušek, né le 11 janvier 2004 en Tchéquie, est un footballeur tchèque qui évolue au poste d'avant-centre au FK Teplice.

## Biographie

### En club
Né en Tchéquie, Tadeáš Vachoušek est formé par le FK Teplice. Le 8 janvier 2021, Vachoušek signe son premier contrat professionnel avec le club.
Il joue son premier match en professionnel avec le FK Teplice, le 3 mars 2021, lors d'une rencontre de coupe de Tchéquie face au FC Zbrojovka Brno. Il entre en jeu à la place de Vukadin Vukadinović (en) et son équipe s'impose par deux buts à zéro.
Le 14 septembre 2022, il inscrit son premier but en professionnel, à l'occasion d'une rencontre de coupe de Tchéquie face au FK Viktoria Žižkov. Entré en jeu, il donne la victoire et la qualification à son équipe dans les prolongations (1-2 score final).
Vachoušek commence à jouer plus régulièrement avec l'équipe première en 2022 et le 2 décembre de cette année-là il prolonge son contrat avec le FK Teplice, étant alors lié au club jusqu'en juin 2026.

### En sélection
Tadeáš Vachoušek représente l'équipe de Tchéquie des moins de 18 ans. Il joue quatre matchs avec cette sélection entre 2021 et 2022.
Il joue également avec les moins de 19 ans, faisant quatre apparitions, toutes en 2023.

## Vie privée
Tadeáš Vachoušek est le fils de Štěpán Vachoušek, ancien footballeur professionnel devenu directeur sportif du FK Teplice. Son frère Matyáš est également footballeur et formé au FK Teplice.